# Jaime Robotham
Jaime Eugenio Robotham Bravo (16 de diciembre de 1951 - detenido desaparecido, 31 de diciembre de 1974) fue un exestudiante de Sociología de la Universidad de Chile, militante del Partido Socialista de Chile, detenido por agentes de la DINA el 31 de diciembre de 1974. Tenía 23 años a la fecha de la detención, es uno de los detenidos desaparecidos de la dictadura militar en Chile. Su caso es parte de la Operación Colombo.

## Detenidos por la DINA el día de Año Nuevo
Jaime Robotham, exestudiante de Sociología de la Universidad de Chile, militante del Partido Socialista, fue detenido el 31 de diciembre de 1974, en la calle Sucre de la ciudad de Santiago por agentes de la Dirección de Inteligencia Nacional (DINA).  Cuando caminaba junto con su amigo y compañero de partido, Claudio Thauby, también detenido en esa oportunidad y actualmente desaparecido. Entre los agentes de la DINA que participaron del operativo estaba Fernando Laureani Maturana, quien vio a Claudio Thauby, reconociéndolo, habían sido compañeros en la Escuela Militar, cuando ambos eran cadetes. Ambos fueron recluidos en Villa Grimaldi, recinto secreto de detención y tortura de la DINA. Luz Arce una militante de izquierda que se transformó en colaboradora de la DINA, declaró que le constaba haber visto el nombre de Jaime Robotham en los informes de la Plana Mayor de la DINA. Un ex-preso político recluido en Villa Grimaldi, recuerda haber estado junto a Jaime Robotham recluido en las celdas de madera denominadas "Casa Corvi", quien le relató las circunstancias de su detención.

## Operación Colombo
El 12 de julio de 1975, la prensa chilena informó que en la localidad de Pilar, cerca de Buenos Aires, en el interior de un automóvil, se habían encontrado dos cuerpos semicalcinados y acribillados, sobre los cuales había un lienzo que decía "Dados de baja por el MIR". Los documentos que se encontraron entre los restos, supuestamente correspondían a Jaime Robotham y a Luis Guendelman. La prensa chilena de la época dijo que a raíz del hallazgo de estos cadáveres se confirmaba que individuos que figuran como desaparecidos salieron clandestinamente del país. Guillermo Robotham el hermano de Jaime viajó a Buenos Aires a constatar la efectividad de esa información. Se pudo establecer inequívocamente que las características anatómicas del cuerpo no correspondían a las del afectado como su estatura, no hubo dudas de que aquellos restos no correspondían a los del afectado.  El descubrir esos cuerpos resultó ser una maniobra de la DINA, destinada a distraer la atención sobre las denuncias de detenciones de desaparecimientos. Montaje comunicacional conocido como "Operación Colombo".
El montaje continuó ahora con la aparición de un listado de 119 chilenos que presuntivamente habían muerto en enfrentamientos en el extranjero. Jaime Robotham estaba incluido en la nómina del diario "O'Día" de Curitiba, Brasil. Hubo otra nómina de la revista LEA de Argentina ambos diarios no tuvieron más números. Ambas publicaciones fueron un montaje, los nombres que componían esta lista, corresponden todos a personas que fueron detenidas por la dictadura y que continúan desaparecidas. Jaime Robotham fue parte del listado de 119 chilenos que son parte del montaje comunicacional denominado Operación Colombo.

## Proceso judicial en dictadura
El 6 de enero de 1975 se interpuso un recurso de amparo por Jaime Robotham ante la Corte de Apelaciones de Santiago, rol 28-75.  El 31 de marzo de 1975 sin que se reunieran mayores antecedentes, la Corte de Apelaciones rechazó el recurso. Se instruyó en el 8° Juzgado del Crimen de Santiago, la causa rol N°11.961-5, para investigar la desaparición de Jaime Robotham. El 31 de julio de 1975, después de publicarse las nóminas de 119 chilenos que habrían muerto en presuntos enfrentamientos en el extranjero, el Tribunal acordó un nuevo Oficio al Ministerio de Relaciones Exteriores. El 1° de octubre de 1975, se cerró el sumario y se sobreseyó temporalmente la causa por no encontrarse completamente justificada la existencia del delito.

## Informe Rettig
Familiares de Jaime Robotham presentaron su caso ante la Comisión Rettig, Comisión de Verdad que tuvo la misión de calificar casos de detenidos desaparecidos y ejecutados durante la dictadura. Sobre el caso de Jaime Robotham, el Informe Rettig señaló que:

“El 31 de diciembre de 1974, fueron detenidos en la vía pública, en Santiago, por un grupo de agentes de la DINA, Claudio Francisco THAUBY PACHECO, de 24 años de edad y estudiante de la Universidad de Chile, quien al parecer era miembro del Comité Central del Partido Socialista, y Jaime Eugenio ROBOTHAM BRAVO, de 23 años, estudiante de Sociología, militante del PS.  Se ha comprobado que ambos fueron llevados a Villa Grimaldi, desde donde se pierden sus rastros, a mediados de enero de 1975. 

La Comisión llegó a la convicción de que Claudio Thauby y Jaime Robotham desaparecieron por obra de agentes de la DINA, en violación de sus derechos humanos.
Como ya se ha señalado, en julio de 1975, la prensa chilena publicó la noticia del hallazgo en Buenos Aires de dos cadáveres, uno de los cuales se decía era de Jaime Robotham. Los familiares, que se trasladaron a ese país, pudieron comprobar la falsedad de esa información.

La Comisión está convencida de que ésta fue una maniobra de desinformación o encubrimiento. Refuerza esta convicción el hecho de que el su nombre fue incluido dentro de “lista de los 119" publicada por esos días, que como se ha dicho antes fue una maniobra de desinformación de la DINA”.

## Proceso judicial en democracia
El caso de Claudio Thauby y Jaime Robotham fue investigado por ministro de la Corte de Apelaciones de Santiago, Alejandro Solís. El 23 de diciembre del 2008 el magistrado dictó sentencia de primera instancia. Por lo que luego de su investigación condenó por el delito de secuestros calificados de Jaime Robotham Bravo y Claudio Thauby Pacheco, en calidad de autores del delito a siete exagentes de la DINA: 
- Manuel Contreras Sepúlveda: 15 años de prisión.
- Fernando Lauriani Maturana: 15 años de prisión.
- Pedro Espinoza Bravo: 10 años y un día de prisión.
- Marcelo Moren Brito: 10 años y un día de prisión.
- Rolf Wenderoth Pozo: 10 años y un día de prisión.
- Miguel Krassnoff Martchentko: 10 años y un día de prisión.
- Daniel Cancino Varas: 5 años y un día de prisión.[3]

En la etapa de investigación, el magistrado logró establecer la siguiente secuencia de hechos: 

“En estas circunstancias, Claudio Francisco Thauby Pacheco, 24 años, soltero, un hijo, estudiante de Sociología en la Universidad de Chile, miembro del Comité Central del Partido Socialista, y Jaime Eugenio Robotham Bravo, 23 años, soltero, ex estudiante de Sociología en la Universidad de Chile, militante del Partido Socialista, fueron detenidos, sin orden judicial o administrativa alguna,  por miembros de la Dirección de Inteligencia Nacional. En efecto, el día 31 de Diciembre de 1974, en horas de la tarde, cuando caminaban juntos, desde la casa del primero de los nombrados hacia un paradero de locomoción colectiva y en las intersecciones de calles Faustino Sarmiento con Sucre de la comuna de Ñuñoa, fueron interceptados por un grupo de individuos vestidos de civil, fuertemente armados, comandados por Fernando Lauriani Maturana, quienes se movilizaban en varios vehículos, entre ellos un automóvil Fiat, color plomo. Jaime Robotham intentó huir recibiendo un culatazo en la cabeza, hiriéndolo y  fueron trasladados hasta “Villa Grimaldi””.

La Corte de Apelaciones de Santiago el 1 de junio de 2017 confirmó las condenas a siete exmiembros de la Dirección de Inteligencia Nacional (DINA) por los secuestros calificados de Jaime Robotham y Claudio Thauby. Por lo que los exagentes DINA fueron condenados a las siguientes penas:
- Manuel Contreras Sepúlveda: 15 años de prisión. Sin beneficios.
- Fernando Lauriani Maturana: 15 años de prisión. Sin beneficios.
- Pedro Espinoza Bravo: 10 años y un día de prisión. Sin beneficios.
- Marcelo Moren Brito: 10 años y un día de prisión. Sin beneficios
- Rolf Wenderoth Pozo: 10 años y un día de prisión. Sin beneficios.
- Miguel Krassnoff Martchentko: 10 años y un día de prisión. Sin beneficios.
- Daniel Cancino Varas: 5 años y un día. Sin beneficios.[5]

En sentencia definitiva el 21 de junio de 2011 la Sala Penal de la Corte Suprema en fallo dividido los ministros: Jaime Rodríguez, Rubén Ballesteros, Hugo Dolmestch, Carlos Künsemüller y el abogado integrante Domingo Hernández  rebajaron la sanción penal dictada, en primera instancia, por el ministro Alejandro Solís. El magistrado había determinado condenas de 15 años de prisión, sin beneficios, para los exagentes de la Dirección de Inteligencia Nacional (DINA) Manuel Contreras Sepúlveda y Fernando Lauriani Maturana; de 10 años y un día de prisión, sin beneficios, para Espinoza Bravo, Wenderoth Pozo, Moren Brito y Krasnoff Martchenko; y de  5 años y un día de prisión, sin beneficios, para Cancino Varas.  Penas que fueron ratificadas en su integridad por la Corte de Apelaciones de Santiago.
La Corte Suprema además de rebajar las penas, se otorgaron beneficios penitenciarios, por lo que en definitiva se condenó a las siguientes penas:
- Manuel Contreras Sepúlveda: 5 años de prisión. Se concedió el beneficio de la libertad vigilada.
- Marcelo Moren Brito: 5 años de prisión. Se concedió el beneficio de la libertad vigilada.
- Pedro Espinoza Bravo: 5 años de prisión. Se concedió el beneficio de la libertad vigilada.
- Rolf Wenderoth Pozo: 5 años de prisión. Se concedió el beneficio de la libertad vigilada.
- Fernando Lauriani Maturana: 5 años de prisión. Se concedió el beneficio de la libertad vigilada.
- Miguel Krassnoff Martchenko: 5 años de prisión. Se concedió el beneficio de la libertad vigilada.
- Daniel Cancino Varas: 5 años de prisión. Se concedió el beneficio de la libertad vigilada.

Los ministros Ballesteros, Rodríguez, Dolmestch y el abogado integrante Hernández fueron partidarios de acoger la figura de la “media prescripción”, atendido el tiempo transcurrido de los hechos. Criterio al que se opuso el ministro Künsemüller.

## Una historia necesaria
Una historia necesaria es una serie chilena estrenada el 11 de septiembre de 2017 en Canal 13 Cable. En 16 episodios se relata, en testimonios de familiares, amigos o testigos, 16 casos sobre detenidos desaparecidos y las violaciones de los derechos humanos a los que fueron sometidos durante la dictadura de Augusto Pinochet. En uno de los capítulos de la serie se relata la detención de los compañeros de la universidad y militantes socialistas: Claudio Thauby y Jaime Robotham.